# Thelocarpon
Thelocarpon Nyl. (siarczynka) – rodzaj grzybów z rodziny Thelocarpaceae. Ze względu na współżycie z glonami zaliczany jest do grupy porostów.

## Systematyka i nazewnictwo
Pozycja w klasyfikacji według Index Fungorum: Thelocarpaceae, Thelocarpales, Incertae sedis, Incertae sedis, Pezizomycotina, Ascomycota, Fungi.
Synonimy nazwy naukowej: Ahlesia Fuckel, 
Alinocarpon Vain., 
Athelium Nyl., 
Cyanocephalium Zukal,
Kelleria Tomin, 
Metanectria Sacc., 
Mycothelocarpon Cif. & Tomas., 
Sphaeropsis Flot., 
Thelocarponomyces Cif. & Tomas. 
Thelocarpum Clem., 
Thelococcum Nyl., 
Thelomphale Flot..
Nazwa polska według W. Fałtynowicza.

## Gatunki występujące w Polsce
- Thelocarpon cinereum Eitner 1911[4] – siarczynka szara
- Thelocarpon epibolum Nyl. 1866 – siarczynka zgrabna
- Thelocarpon impressellum Nyl. 1867 – siarczynka wąska
- Thelocarpon intermediellum Nyl. 1865 – siarczynka pośrednia
- Thelocarpon laureri (Flot.) Nyl. 1855 – siarczynka Laurera
- Thelocarpon lichenicola (Fuckel) Poelt & Hafellner 1975 – siarczynka naporostowa
- Thelocarpon magnussonii G. Salisb. 1953 – siarczynka Magnussona
- Thelocarpon saxicola (Zahlbr.) H. Magn. 1935 – siarczynka skalna
- Thelocarpon superellum Nyl. 1865 – siarczynka okazała

Nazwy naukowe na podstawie Index Fungorum. Nazwy polskie według W. Fałtynowicza.